# GoRail
A GoRail, korábban EVR Ekspress észt vasúti teher- személyfuvarozó cég. Tallinn és Szentpétervár, valamint Tallinn és Moszkva között 2020-ig üzemeltetett az Oroszországi Vasutakkal (RZSD) közösen nemzetközi vonatokat.
Az EVR Ekspress céget az állami tulajdonú Észt Vasutak (Eesti Raudtee) leányvállalataként hozták létre a nemzetközi járatok üzemeltetésére. 1999. április 1-jén részlegesen privatizálták, a cég részvényeinek 51%-át Fraser Group vette meg, a maradék 49% az Észt Vasutak tulajdonában maradt. 2006-ban a céget teljes egészében megvásárolta a Go Group, és akkor átnevezték GoRail-re.
A cég Oroszországba irányuló, naponta induló nemzetközi járatokat üzemeltet a Tallinn–Szentpétervár és a Tallinn–Moszkva vonalon. A moszkvai járat oroszországi végpontja a Leningrádi pályaudvar.
A Tallinn és Szentpétervár járatot 2004–2007, valamint 2008 szeptembere és 2012. május 27. között szüneteltették a gazdaságtalansága (alacsony kihasználtsága) miatt. A Tallinn és Moszkva közötti járatot is az alacsony kihasználtság jellemzi, 2015 májusától rövid időszakokra többször is szünetelt a forgalom.
2015 júliusa óta a Tallinn–Szentpétervár–Moszkva vonal észtországi szakaszát a GoRail, az oroszországi szakaszát az RZSD távolsági járatokat üzemeltető leányvállalata, az FPK üzemelteti. Az Oroszországba közlekedő járatok 2020-ban, a koronavírus-járvány kezdetekor leálltak.
A cég három darab TEP70 dizel-elektromos mozdonnyal rendelkezik.